# Microtechnites
Microtechnites is een geslacht van wantsen uit de familie van de Miridae (Blindwantsen). Het geslacht werd voor het eerst wetenschappelijk beschreven door Berg in 1883.

## Soorten
Het genus bevat de volgende soorten:

- Microtechnites altigena (Carvalho & Carpintero, 1986)
- Microtechnites bractatus (Say, 1832)
- Microtechnites canus (Distant, 1893)
- Microtechnites chrysolepis (Kirkaldy, 1904)
- Microtechnites inesalti (Carvalho & Carpintero, 1992)
- Microtechnites spegazzinii (Berg, 1883)